# Festa del Mercat a la plaça d'Amposta
La Festa del Mercat a la plaça d'Amposta és una festa de recreació històrica i cultura popular que s'hi celebra cada any al mes de maig. Rememora la vida de la capital del Montsià i les Terres del'Ebre de principi de segle xx. En col·laboració amb la població, els comerços i les entitats es recrea l'ambit de la ciutat a l'entorn del mercat de queviures i productes artesans de la darreria del segle xix fins als anys vint del segle xx. El 2020 per la pandèmia de la covid es va suspendre la festa, i a l'edició de 2021 va caldre limitar l'aforament com a mal menor per poder celebrar-la.
Naix l'any 2008 per commemorar el centenari de la concessió del títol de ciutat a Amposta a partir del Reial Decret signat pel rei Alfons XIII, i amb Juan de la Cierva y Peñafiel com a ministre de Governació, en data 19 de maig de 1908. A principi del segle xx, Amposta era una vila eminentment agrícola i de poc més de quatre mil habitants. En aquells moments Joan Palau i Miralles (1867-1936), de partit polític dinàstic, n'era alcalde.
L'atorgament del títol de ciutat coincideix amb un període de gran progrés a Amposta, en què el municipi experimenta un creixement urbanístic, econòmic i social molt important. La població va arribar a 4.959 habitants el 1910. La construcció del canal de la Dreta de l'Ebre i la colonització i posada en conreu dels terrenys del Delta. L'agricultura (arròs, oliveres, garrofers, vinya i els cereals). L'arròs era l'ànima de l'economia local.

## La festa
Per uns dies als maig es viu a Amposta l'època de gran expansió i s'homenatge tothom que hi va contribuir amb el seu esforç i deler.
Hi ha activats festives amb bandes de música, dianes de dolçaina i tabal, cercaviles-passacarrers, concerts de bandes de música, corals, jotes, jocs tradicionals, visites guiades, tallers, exposicions, espectacles de teatre, circ, música i dansa, cinema mut… activitats al carrer i en locals socials, totes inspirades en l'Amposta de la primeria del segle xx.
Al mercat de parades d'artesans, oficis tradicionals i queviures, es recreen les parades ambulants del mercat de començament del segle xx, a les places i carrers del nucli antic.